# Paul Dummett
Paul Dummett (Newcastle upon Tyne, 26 settembre 1991) è un calciatore gallese, difensore del Carlisle Utd.

## Carriera

### Club
Ha giocato nella massima serie dei campionati inglese e scozzese.

### Nazionale
Debutta con la nazionale gallese il 4 giugno 2014 nell'amichevole Olanda-Galles (2-0).

## Statistiche

### Presenze e reti nei club
Statistiche aggiornate al 13 dicembre 2023.
| Stagione             | Squadra              | Campionato           | Campionato | Campionato | Coppe nazionali | Coppe nazionali | Coppe nazionali | Coppe continentali | Coppe continentali | Coppe continentali | Altre coppe | Altre coppe | Altre coppe | Totale | Totale |
| Stagione             | Squadra              | Comp                 | Pres       | Reti       | Comp            | Pres            | Reti            | Comp               | Pres               | Reti               | Comp        | Pres        | Reti        | Pres   | Reti   |
| -------------------- | -------------------- | -------------------- | ---------- | ---------- | --------------- | --------------- | --------------- | ------------------ | ------------------ | ------------------ | ----------- | ----------- | ----------- | ------ | ------ |
| 2011- feb. 2012      | Newcastle Utd        | PL                   | 0          | 0          | FACup+CdL       | -               | -               | -                  | -                  | -                  | -           | -           | -           | 0      | 0      |
| mar.-giu. 2012       | Gateshead            | CP                   | 10         | 0          | FACup           | -               | -               | -                  | -                  | -                  | -           | -           | -           | 10     | 0      |
| ago. 2012            | Newcastle Utd        | PL                   | 0          | 0          | FACup+CdL       | 0+1             | 0               | -                  | -                  | -                  | -           | -           | -           | 1      | 0      |
| 2012-2013            | St. Mirren           | SPL                  | 30         | 2          | SC+CdL          | 3+3             | 0               | -                  | -                  | -                  | -           | -           | -           | 36     | 2      |
| 2013-2014            | Newcastle Utd        | PL                   | 18         | 1          | FACup+CdL       | 0+3             | 0               | -                  | -                  | -                  | -           | -           | -           | 21     | 1      |
| 2014-2015            | Newcastle Utd        | PL                   | 25         | 0          | FACup+CdL       | 1+3             | 0+1             | -                  | -                  | -                  | -           | -           | -           | 29     | 1      |
| 2015-2016            | Newcastle Utd        | PL                   | 23         | 1          | FACup+CdL       | 1+0             | 0               | -                  | -                  | -                  | -           | -           | -           | 24     | 1      |
| 2016-2017            | Newcastle Utd        | FLC                  | 45         | 0          | FACup+CdL       | 0+1             | 0               | -                  | -                  | -                  | -           | -           | -           | 46     | 0      |
| 2017-2018            | Newcastle Utd        | PL                   | 20         | 0          | FACup+CdL       | 1+0             | 0               | -                  | -                  | -                  | -           | -           | -           | 21     | 0      |
| 2018-2019            | Newcastle Utd        | PL                   | 26         | 0          | FACup+CdL       | 0+0             | 0               | -                  | -                  | -                  | -           | -           | -           | 26     | 0      |
| 2019-2020            | Newcastle Utd        | PL                   | 16         | 0          | FACup+CdL       | 0+1             | 0               | -                  | -                  | -                  | -           | -           | -           | 17     | 0      |
| 2020-2021            | Newcastle Utd        | PL                   | 15         | 1          | FACup+CdL       | 1+0             | 0               | -                  | -                  | -                  | -           | -           | -           | 16     | 1      |
| 2021-2022            | Newcastle Utd        | PL                   | 3          | 0          | FACup+CdL       | 0+0             | 0               | -                  | -                  | -                  | -           | -           | -           | 3      | 0      |
| 2022-2023            | Newcastle Utd        | PL                   | 0          | 0          | FACup+CdL       | 0+1             | 0               | -                  | -                  | -                  | -           | -           | -           | 1      | 0      |
| 2023-2024            | Newcastle Utd        | PL                   | 1          | 0          | FACup+CdL       | 0+2             | 0               | UCL                | 0                  | 0                  | -           | -           | -           | 3      | 0      |
| Totale Newcastle Utd | Totale Newcastle Utd | Totale Newcastle Utd | 192        | 3          |                 | 16              | 1               |                    | -                  | -                  |             | -           | -           | 208    | 4      |
| Totale carriera      | Totale carriera      | Totale carriera      | 232        | 5          |                 | 22              | 1               |                    | -                  | -                  |             | -           | -           | 254    | 6      |

### Cronologia presenze e reti in Nazionale
| Cronologia completa delle presenze e delle reti in nazionale ― Galles | Cronologia completa delle presenze e delle reti in nazionale ― Galles | Cronologia completa delle presenze e delle reti in nazionale ― Galles | Cronologia completa delle presenze e delle reti in nazionale ― Galles | Cronologia completa delle presenze e delle reti in nazionale ― Galles | Cronologia completa delle presenze e delle reti in nazionale ― Galles | Cronologia completa delle presenze e delle reti in nazionale ― Galles | Cronologia completa delle presenze e delle reti in nazionale ― Galles |
| Data                                                                  | Città                                                                 | In casa                                                               | Risultato                                                             | Ospiti                                                                | Competizione                                                          | Reti                                                                  | Note                                                                  |
| --------------------------------------------------------------------- | --------------------------------------------------------------------- | --------------------------------------------------------------------- | --------------------------------------------------------------------- | --------------------------------------------------------------------- | --------------------------------------------------------------------- | --------------------------------------------------------------------- | --------------------------------------------------------------------- |
| 4-6-2014                                                              | Amsterdam                                                             | Paesi Bassi                                                           | 2 – 0                                                                 | Galles                                                                | Amichevole                                                            | -                                                                     | 83’                                                                   |
| 13-11-2015                                                            | Cardiff                                                               | Galles                                                                | 2 – 3                                                                 | Paesi Bassi                                                           | Amichevole                                                            | -                                                                     | 65’                                                                   |
| 6-9-2018                                                              | Cardiff                                                               | Galles                                                                | 4 – 1                                                                 | Irlanda                                                               | UEFA Nations League 2018-2019 - 1º turno                              | -                                                                     | 81’                                                                   |
| 16-11-2018                                                            | Cardiff                                                               | Galles                                                                | 1 – 2                                                                 | Danimarca                                                             | UEFA Nations League 2018-2019 - 1º turno                              | -                                                                     | 38’                                                                   |
| 20-3-2019                                                             | Wrexham                                                               | Galles                                                                | 1 – 0                                                                 | Trinidad e Tobago                                                     | Amichevole                                                            | -                                                                     | 61’                                                                   |
| Totale                                                                |                                                                       | Presenze                                                              | 5                                                                     |                                                                       | Reti                                                                  | 0                                                                     |                                                                       |

## Palmares

### Club

#### Competizioni nazionali
- Scottish League Cup: 1

St. Mirren: 2012-2013
- Football League Championship: 1

Newcastle Utd: 2016-2017